# Shady Lady (chanson)
Chansons représentant l'Ukraine au Concours Eurovision de la chanson
Dancing Lasha Tumbai
(2007) Be My Valentine! (Anti-Crisis Girl)
(2009)
Shady Lady, est une chanson interprétée par la chanteuse ukrainienne Ani Lorak, pour représenter l'Ukraine à l'Eurovision de 2008, la chanson a fini à la 2e place.
Cette chanson est écrite par Karen Kavaleryan et composée par Philipp Kirkorov et Dimítris Kontópoulos.
La chanson remporte le vote populaire lors de l'événement #EurovisionAgain en collaboration avec l'UER

## Positions Charts
| Chart (2008)                  | classement position |
| ----------------------------- | ------------------- |
| Greek Billboard Singles Chart | 2                   |
| Russian Airplay Chart         | 21                  |
| Swedish Singles Chart         | 57                  |
| Ukrainian Airplay Chart       | 1*                  |